# Гуачипас (департамент)
Департамент Гуачипас  (исп. Departamento de Guachipas) — департамент в Аргентине в составе провинции Сальта .
Территория — 2785 км². Население — 3,2 тыс.человек. Плотность населения — 1,2 чел./км².
Административный центр — Гуачипас.

## География
Департамент расположен на юге провинции Сальта.
Департамент граничит:
- на северо-востоке — с департаментом Метан
- на востоке — с департаментом Росарио-де-ла-Фронтера
- на юго-востоке — с департаментом Ла-Канделария
- на юге — с провинцией Тукуман
- на юго-западе — с департаментом Кафайяте
- на западе — с департаментом Ла-Винья

## Административное деление
Департамент включает 1 муниципалитет:
- Гуачипас

## Важнейшие населенные пункты[3]
| № | Населённый пункт | Населённый пункт (исп.) | Категория | Население чел. (2010) | На карте                        |
| - | ---------------- | ----------------------- | --------- | --------------------- | ------------------------------- |
| 1 | Гуачипас         | Guachipas               | город     | 2073                  | 25°31′19″ ю. ш. 65°30′34″ з. д. |
| 2 | Алемания         | Alemania                | поселок   | н/д                   | 25°37′26″ ю. ш. 65°36′47″ з. д. |